# Thomas Henry Huxley

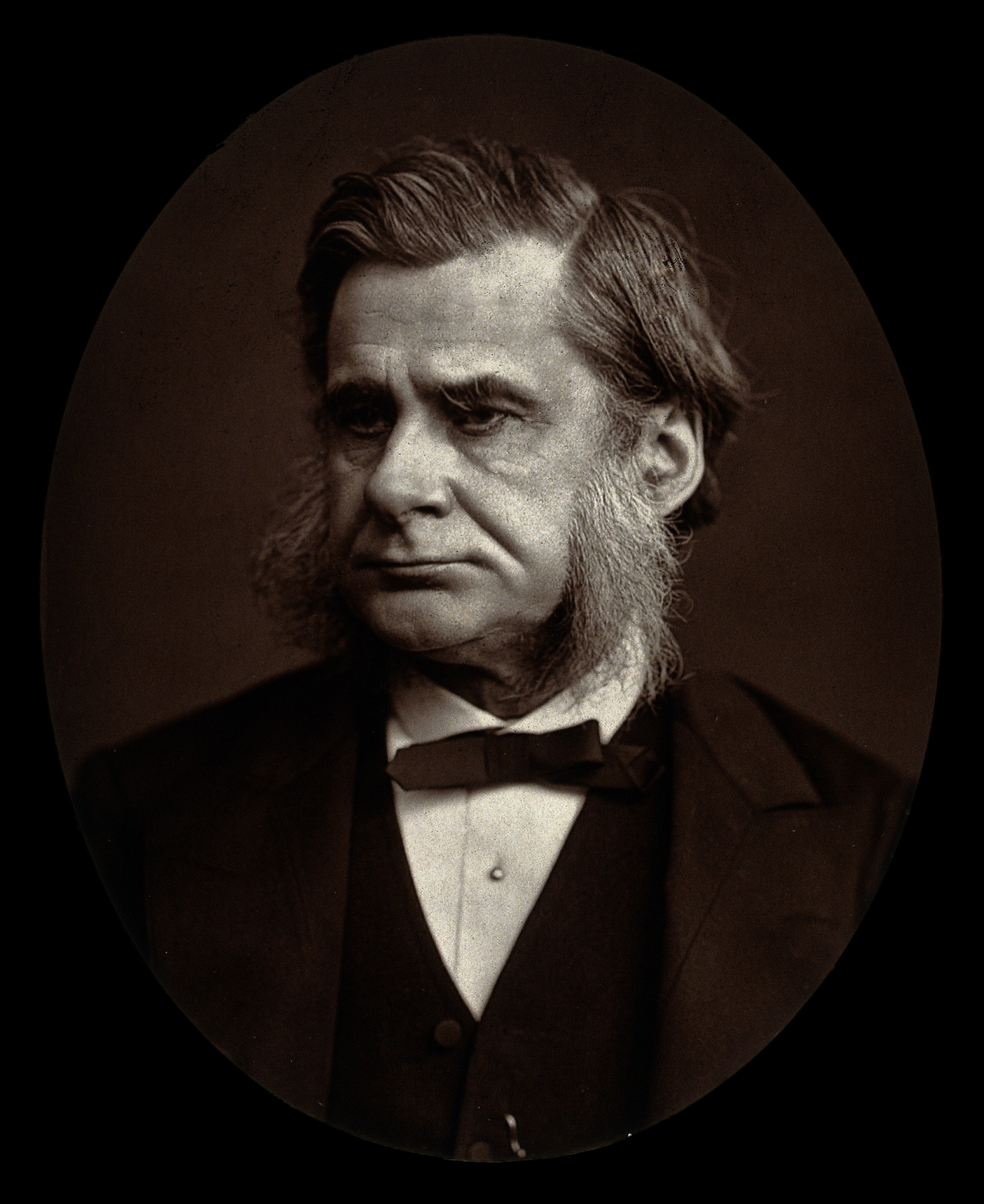
Thomas Henry Huxley (Fotografie, 1880)

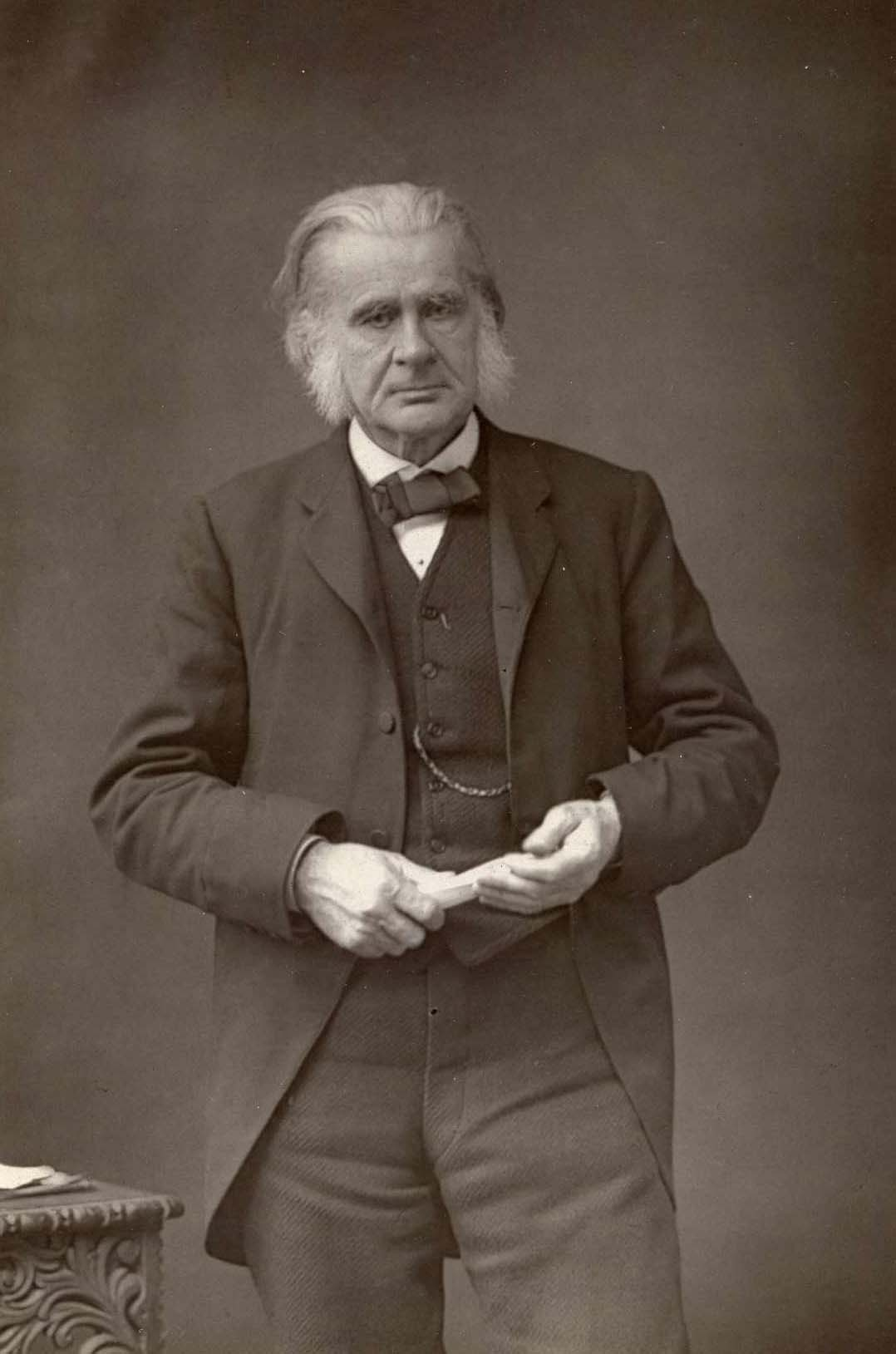
Thomas Henry Huxley (1891)

Thomas Henry Huxley (* 4. Mai 1825 in Ealing, Middlesex; † 29. Juni 1895 in Eastbourne) war ein britischer Biologe und vergleichender Anatom, Bildungsorganisator und Hauptvertreter des Agnostizismus, dessen Begriff er prägte und durchsetzte. Als einflussreicher Unterstützer des Empirismus David Humes und der Evolutionstheorie Charles Darwins (was zu seinem Beinamen Darwin’s Bulldog führte) hatte er zusätzlich zu seinen eigenen umfangreichen Forschungen, Lehrbüchern und Essays sehr großen Einfluss auf die Entwicklung der Naturwissenschaften auf biologische Grundlagen der Medizin im 19. Jahrhundert.

## Leben und Wirken
Huxley war das siebente Kind von George Huxley (1780–1853) und dessen Frau Rachel Withers (1785–1852).
Huxley trat 1841 als Gehilfe in die Praxis eines Schwagers, des Arztes James Godwin Scott, in London ein und besuchte parallel Vorlesungen am Sydenham College. Am 1. Oktober 1842 nahm er am Charing Cross Hospital das Studium der Medizin auf, welches er 1845 mit dem akademischen Grad eines Bacc. med. der University of London abschloss. Im Anschluss verdingte er sich bei der Royal Navy. Nach kurzer Tätigkeit am Royal Naval Hospital in Haslar vermittelte ihm sein dortiger Chef John Richardson die Teilnahme an einer Expedition der HMS Rattlesnake zur Torres-Straße in den Jahren 1846 bis 1850 als Schiffsarzt, die ihm ausgedehnte, viel beachtete zoologische Forschungen ermöglichte. 1854 wurde er von der Londoner Royal School of Mines, einem Vorgänger des heutigen Imperial College, zum Professor für Naturgeschichte berufen. Als Teile der Royal School of Mines 1872 nach South Kensington zogen, führte Huxley dort nach deutschem Vorbild Biologiekurse ein, in denen Wert auf Laborarbeit gelegt wurde, was im Lauf des 19. Jahrhunderts zum Vorbild in Großbritannien geworden war. 1885 ging er an der School of Mines in den Ruhestand.
Von 1855 bis 1858 hatte er eine John-Fuller-Professur für Physiologie an der Royal Institution of Great Britain.
Am 30. Juni 1860 kam es auf der Jahrestagung der British Association for the Advancement of Science zur sogenannten „Huxley-Wilberforce-Debatte“ über Charles Darwins Schrift Die Entstehung der Arten, bei der Huxley sich ein später breit rezipiertes Wortgefecht mit Samuel Wilberforce, Bischof von Oxford, lieferte.
Sein bekanntestes und damals umstrittenstes Essay-Buch Evidence as to Man’s Place in Nature (1863) war Ausgangspunkt des beliebten Gesellschaftsstreits, ob der Mensch vom Affen abstamme oder nicht. Er gründete 1869 gemeinsam mit anderen Anhängern der Darwinschen Lehre die Fachzeitschrift Nature.
Von 1863 bis 1869 unterrichtete er als „Hunterian Professor“ am Royal College of Surgeons of England.
Vom 5. August bis 23. September 1876 hielt sich Huxley, begleitet von seiner Frau, in den Vereinigten Staaten auf, wo er mehrere Vorträge hielt.
1868 prägte Huxley den Begriff der Wallace-Linie, der biogeografischen Trennlinie zwischen asiatischer und australischer Flora und Fauna. Im gleichen Jahr beschrieb er die Substanz Bathybius, die er für ein urtümliches Lebewesen hielt, was sich später jedoch als Irrtum herausstellte. Er begründete in der zoologischen Systematik das Taxon der Knorpelfische (Chondrichthyes), eine Klasse der Wirbeltiere (Vertebrata).
Seine Essays brachten ihm den Ruf ein, einer der größten Stilisten der englischen Sprache zu sein. Seine einfallsreichen Unternehmungen, die Gedanken seines Freundes Darwin zu popularisieren, bestanden unter anderem darin, sie in Dialog-Geschichten zu verpacken, die eine auch einfachen Menschen verständliche Sprache benutzten. Er und seine Mitstreiter setzten in der britischen Gesellschaft die neue Grundorientierung durch, anstelle von Fixierung auf geistige Autoritäten, Klassiker und Ämterpatronage ein moderneres Verständnis von empirisch fundierter Naturwissenschaft und Professionalismus zu setzen.
Huxley starb auf seinem Anwesen „Hodeslea“ bei Eastbourne. Huxley ist der Vater von Leonard Huxley und Großvater dreier bekannter Brüder: des Biologen und UNESCO-Generalsekretärs Julian Huxley, des Schriftstellers Aldous Huxley sowie des Humanmediziners Andrew Fielding Huxley.

## Ehrungen

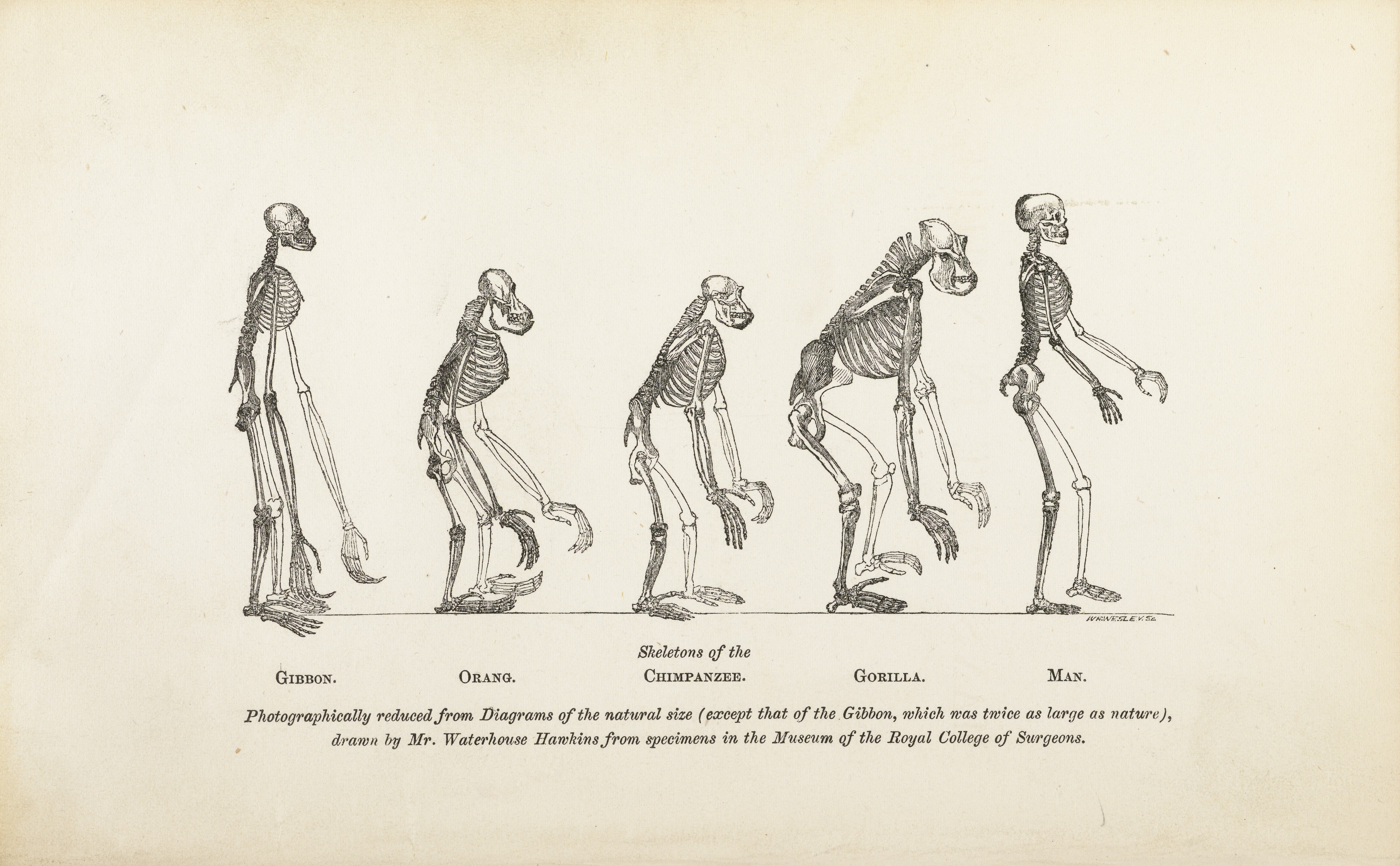
Ursprung für alle späteren Reihungen zum sogenannten March of Progress war diese Zeichnung von Gibbon, Orang-Utan, Schimpanse, Gorilla und Mensch in Evidence as to Man’s Place in Nature (1863)

Im Alter von 25 Jahren wurde er am 5. Juni 1851 als Mitglied in die Royal Society gewählt, die ihm 1852 die Royal Medal, 1888 die Copleymedaille und 1894 die Darwin-Medaille verlieh. Von 1883 bis 1885 war er Präsident der Royal Society. 1857 berief die Deutsche Akademie der Naturforscher Leopoldina Huxley zu ihrem Mitglied. 1862 wurde er zum korrespondierenden Mitglied der Göttinger Akademie der Wissenschaften gewählt. Ab 1864 war er korrespondierendes Mitglied der Russischen Akademie der Wissenschaften in Sankt Petersburg und ab 1865 der Preußischen Akademie der Wissenschaften. 1869 wurde er in die American Philosophical Society und 1874 in die Académie royale des Sciences, des Lettres et des Beaux-Arts de Belgique aufgenommen. 1876 wurde er Ehrenmitglied (Honorary Fellow) der Royal Society of Edinburgh. 1880 erhielt er die Clarke-Medaille der Royal Society of New South Wales, 1883 wurde Huxley in die American Academy of Arts and Sciences und die National Academy of Sciences gewählt, 1890 erhielt er die Linné-Medaille der Linnean Society. Ab 1878 war er auswärtiges Mitglied der Accademia dei Lincei in Rom und ab 1879 korrespondierendes Mitglied der Académie des sciences in Paris. Auch gehörte er dem X-Club an.
Nach ihm wurde die Huxley-Linie benannt, eine wesentliche Modifikation der Wallace-Linie, der biogeografischen Trennlinie zwischen asiatischer und philippinischer Flora und Fauna.
Der Mondkrater Huxley und der Marskrater Huxley wurden beide 1973 nach ihm benannt. Der Mount Huxley auf Tasmanien trägt seinen Namen. Frederick Daniel Dyster benannte ihm zu Ehren 1858 die zu den Moostierchen gehörende Gattung Huxleya.
Nach Huxley ist die von ihm 1845 beschriebene Schicht der inneren Haarwurzelscheide benannt.

## Schriften (Auswahl)

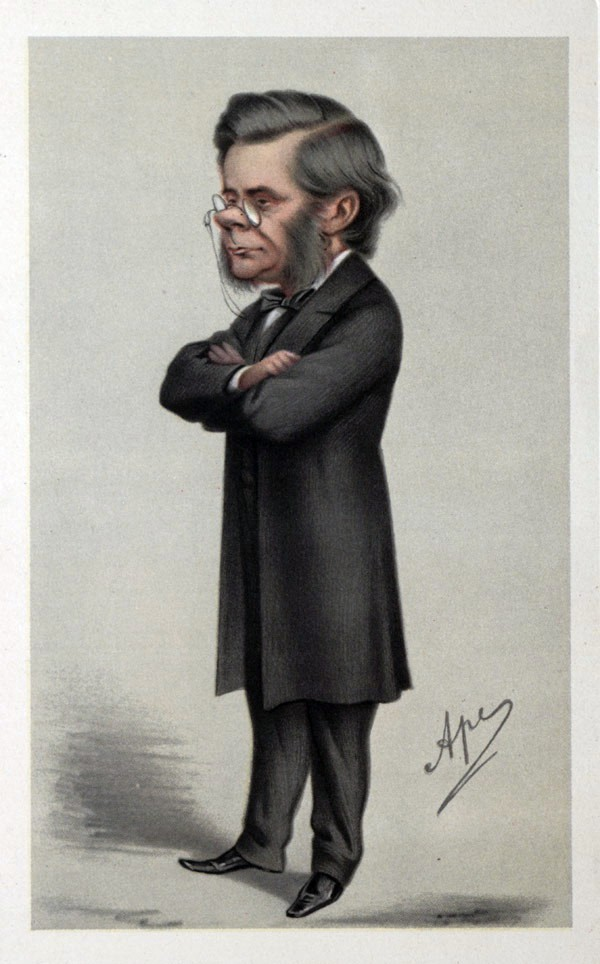
Karikatur von Carlo Pellegrini (1871)

- The Oceanic Hydrozoa. London 1859 (online).
- Evidence as to Man’s Place in Nature. London 1863 (online).
  - übers. von J. Victor Carus: Zeugnisse für die Stellung des Menschen in der Natur. Braunschweig 1863 (online).
- On Our Knowledge of the Causes of the Phenomena of Organic Nature. Six Lectures to Working Men. London 1863 (online).
  - übers. von Carl Vogt: Über unsere Kenntniss von den Ursachen der Erscheinungen in der organischen Natur. Sechs Vorlesungen für Laien, gehalten in dem Museum für practische Geologie. Friedrich Vieweg und Sohn, Braunschweig 1865 (eingeschränkte Vorschau in der Google-Buchsuche [abgerufen am 22. Mai 2024]).
- Lectures on the Elements of Comparative Anatomy. London 1864 (online).
- Lessons in Elementary Physiology. London 1866 (online).
- A Manual of the Anatomy of Vertebrated Animals. London 1871 (online).
- A Course of Practical Instruction in Elementary Biology. London 1875 – mit H. Newell Martin (online).
- Physiography: An Introduction to the Study of Nature. London 1877 (online).
- A Manual of the Anatomy of Invertebrated Animals. London 1877 (online).
- The Crayfish: An Introduction to the Study of Zoology. London 1879 (online).
- On the application of the laws of evolution to the arrangement of the Vertebrata and more particularly of the Mammalia. In: Proceedings of the Zoological Society of London 43,1880, S. 649–662
- Introductory Science Primer. London 1880 (online).
- Collected Essays. 9 Bände, London 1893–1894
  - Band 1: Method and Results. Volltext.
  - Band 2: Darwiniana. Volltext.
  - Band 3: Science and Education. Volltext.
  - Band 4: Science and Hebrew Tradition. Volltext.
  - Band 5: Science and Christian Tradition. Volltext.
  - Band 6: Hume, with Helps to the Study of Berkeley. Volltext.
  - Band 7: Man’s Place in Nature. Volltext.
  - Band 8: Discourses, Biological and Geological. Volltext.
  - Band 9: Evolution and Ethics and Other Essays. Volltext.
    - ursprünglich publiziert als:
      - Lay Sermons, Addresses and Reviews. London 1870 (online).
      - Critiques and Addresses. London 1873 (online).
      - American Addresses. London 1877 (online).
      - Science and Culture. London 1882 (online).
      - Social Diseases and Worse Remedies. London 1891
      - Essays upon Some Controverted Questions. London 1892 (online).
- Michael Foster (Hrsg.): The Scientific Memoirs of Thomas Henry Huxley. 5 Bände, London 1898–1903
- Julian Huxley (Hrsg.): T.H. Huxley’s Diary of the Voyage of H.M.S. Rattlesnake. London 1935